# Église Notre-Dame-d'Itria d'Aggius
L'église Notre-Dame-d'Itria, en italien : chiesa della Madonna d'Itria, est une église construite au XVIIIe siècle, dépendant de la paroisse Sainte-Victoire d'Aggius. Elle est située en ville, sur ses hauteurs.

## Description
L'église a été construite dans les années 1750 par la famille Tirotto. Elle a été restaurée en 1973. Elle comporte un fronton campanaire centré. Elle est dédiée à la Vierge dite d'Itria (contraction d'Odigitria) « la Vierge qui conduit, qui montre le chemin ».